# Clover Moore
Clover Margaret Moore (de soltera Collins; Gordon, Australia, 22 de octubre de 1945) es una política australiana. Ha sido alcaldesa de la ciudad de Sídney desde 2004 y actualmente es la persona que lleva más años ocupando dicho cargo desde la fundación de la Ciudad en 1842. Desde 1988 a 2012 se desempeñó como Miembro Independiente de la Asamblea Legislativa de Nueva Gales del Sur, representando hasta el 2007 al electorado de Bligh y desde 2007 a 2012 al electorado de Sídney. Su eslogan recurrente está descripto como "Hacer a Sídney más habitable para los individuos y las familias". Moore es la primera Mujer popularmente electa para el Cargo de Alcaldesa de dicha ciudad. 

## Primeros Años de Vida
Clover Margaret Collins, creció en el suburbio de Gordon, ubicado al Norte de la ciudad de Sídney, en Nueva Gales del Sur, Australia. Durante su juventud asistió a una Escuela Católica para Mujeres del suburbio de Kirribili, al Noroeste de Sídney, antes de estudiar Profesorado en la Universidad de Sídney. Mientras cursaba la carrera, contrajo matrimonio con Peter Moore, un arquitecto, con quien tras graduarse se trasladó a la ciudad de Londres, en Inglaterra. Regresaron a Australia cinco años después, en donde ahora viven y trabajan. Clover Moore y Peter Moore viven actualmente en una mansión del suburbio de Redfern, ubicado 3 kilómetros al sur del Distrito central de negocios, en la misma ciudad de Sídney.

## Vida política
Al año siguiente de ser electa, el Gobierno fusionó la ciudad de Sídney y los Concejos del Sur de Sídney en un solo ente gubernamental. Clover Moore desarrolló un perfil visible en la comunidad, haciendo campaña en una variedad de asuntos, tanto en su posición como concejala como en la comunidad en general y su figura empezó a ser reconocida. Moore se convirtió en la favorita para ser la primera mujer alcalde de la ciudad y derrotar al titular Doug Sutherland. Sin embargo, el gobierno estatal destituyó abruptamente al consejo y llamó a los comisionados para que lo dirigiesen. Moore decidió aprovechar la oportunidad para postularse a la Asamblea Legislativa como independiente en las elecciones de 1988. A pesar de no tener el respaldo de un partido político, ganó la sede de Bligh, derrotando por un estrecho margen al liberal Michael Yabsley